# Zeinab Bocvadze
Zeinab Bocvadze grúzul: ზეინაბ ბოცვაძე (Tbiliszi, 1944. augusztus 13. – Moszkva, 1994. július 6.) grúz színésznő. A Grúz Szovjet Szocialista Köztársaság tiszteletbeli művésze (1981).

## Életpályája
1944. augusztus 13-án született Tbilisziben. 1968-ban szerzett diplomát a Tbiliszi Állami Színházi Intézat színész szakán. 1963-ban még főiskolai hallgatóként lépett először színpadra a Rusztaveli Színházban. Élete végéig ennek a színháznak volt a színésznője. 
Színészi karrierje 14 évesen kezdődött, amikor Nana Mcsedlidze meglátta az utcán, megkedvelte és szerepeltette a Gyorsvonat című rövidfilmjében, amelyben ráosztotta a lány szerepét. A filmbéli karakterét egy fiú a Hello girl szavakkal köszöntötte. A film után mindenki ezzel a mondattal köszöntötte őt.  Több mint 20 filmben forgatott. Filmszerepeiből néhány: Fundu (Kincs c. film), Lela (Egy az ég alatt c. film), Lány (Gyorsvonat c. rövidfilm)), Kaha anyja (Facsemeték c. film), Ketevan Barateli (Vezeklés  c. film) stb. 
Zeinab Bocvadze művészetét a kiváló átváltozó képesség, a kifejező plaszticitás, a teatralitás, a jóízlés és a természetes komikum jellemezte. 
Utoljára Levan édesanyjaként szerepelt moziban, Guguli Mgeladze: Sokkolt lélek (1994) című filmjében. Egyik legfontosabb filmszerepe Ketevan Barateli, az özvegy cukrásznő volt,  Tengiz Abuladze: Vezeklés című híres filmjében. 
Zeinab Botsvadze 23 éves kora óta cukorbeteg volt. 1994. július 6-án halt meg Moszkvában. 
Tbilisziben, a Saburtalo Panteonban nyugszik. 

## Emlékezete
2015-ben Tbilisziben, a Művészetek Palotájának Halhatatlanok kertjében felavatták Levan Vardosanidze szobrászművész  Zeinab Bocvadzéről készült domborművét. Az alkotás a Kulturális Minisztérium támogatásával jött létre.
Az utcát, ahol élt, Botsvadze utcának nevezték el. 

## Színházi szerepeiből
A Sota Rusztaveli Állami Színházban többek között a következő szerepeket játszotta:
- Magdalena (Federico García Lorca: Bernarda Alba háza)
- Iszméné (Jean Anouilh: Antigoné)
- Ophelia és Elo (Tamaz Csiladze: Szerep egy kezdő színésznőnek)
- Királynő, Falusi lány, Kecske (Sulkhan-Saba Orbeliani: A bölcsesség hazugság)
- Agrafina Danelia, Guliko (Nodar Dumbadze: Sunny Night)
- Neli (Nodar Csuleiskiri: A régi harangtorony)

## Filmográfia
- 1960: Gyorsvonat (lány) rendező: Nana Mcsedlidze
- 1961: Egy az ég alatt (Lela) rendező: Lana Gogoberidze
- 1961: Kincs (Fundu) rendező: Revaz Cseidze
- 1963: Omar Johadze rendező: Konstantin (Kote) Surmava
- 1963: Paliastom (Fati) rendező: Siko Dolidze
- 1972: Facsemeték (Kaha anyja) rendező: Revaz Cseidze
- 1977: Mimino rendező: Giorgi Danelia
- 1981: Bernarda Alba háza (Angustias) rendező: Bidzina Cseidze
- 1982: Extraordinary Flight rendező: Bidzina Cseidze
- 1982: Szomorú trombita rendező: Davit Kobahidze
- 1982: Az út kezdete rendező: Liana Eliava
- 1983: A Kék-hegyek, avagy egy hihetetlen történet (Lali) rendező: Eldar Sengelaja
- 1984: Dudu nagynéném (kirándulás) (Dudukhana) rendező: Eter Papunashvili
- 1984: Vezeklés (Ketevan Barateli) rendező: Tengiz Abuladze
- 1984: A hétfő egy hétköznapi nap  (Susana Melitonovna) rendező: Valerian Kvacsadze
- 1984: A halhatatlanság fehér rózsája (Dodobili) rendező: Nana Mcsedlidze
- 1985: Beyond the City (Night Illusion) rendező: Honelidze
- 1985: Mr. Adventurers rendező: Bidzina Cseidze
- 1989: Turandot (Elo) rendező: Otar Shamatava
- 1991: A fal rendező: Zaza Buadze
- 1992: Cut off (Mokhrisi) rendező. Giorgi (Gia) Mataradze
- 1994: Altatódal rendező. Nana Janelidze
- 1994: Sokkolt lélek (Levan anyja) rendező. Karaman (Guguli) Mgeladze